# Şakir Bezcir
Şakir Bezcir es un deportista turco que compitió en taekwondo. Ganó una medalla en el Campeonato Mundial de Taekwondo de 1987, y dos medallas en el Campeonato Europeo de Taekwondo en los años 1986 y 1988.

## Palmarés internacional
| Campeonato Mundial | Campeonato Mundial | Campeonato Mundial | Campeonato Mundial |
| Año                | Lugar              | Medalla            | Categoría          |
| ------------------ | ------------------ | ------------------ | ------------------ |
| 1987               | Barcelona (España) | Medalla de plata   | –58 kg             |
| Campeonato Europeo |                    |                    |                    |
| Año                | Lugar              | Medalla            | Categoría          |
| 1986               | Seefeld (Austria)  | Medalla de plata   | –58 kg             |
| 1988               | Ankara (Turquía)   | Medalla de bronce  | –58 kg             |